# Piotr Potocki (zm. 1648)
Piotr Potocki herbu Pilawa (zm. 1648) – rotmistrz wojsk koronnych, starosta śniatyński.
Najstarszy syn Stefana, wojewody bracławskiego, i Maryi Mohylanki. Brat: Jana, posła i Pawła, dworzanina królewskiego i posła. Był bezpotomny. Wraz z żoną, córką kasztelana kamienieckiego Michała Jerzy Stanisławskiego, był założycielem kościoła w Śniatynie. Wraz z matką Marią, braćmi Pawłem i Janem wpłacił pieniądze i wysiłek na budowę kościoła Narodzenia Najświętszej Marii Panny i pierwszego męczennika św. Szczepana w rodzinnym Potoku Złotym, w krypcie którego został pochowany.